# فرانسیسکو گارسیا هرناندز
فرانسیسکو گارسیا هرناندز (انگلیسی: Francisco García Hernández؛ زادهٔ ۸ ژوئیهٔ ۱۹۵۴) بازیکن فوتبال اهل اسپانیا است.
از باشگاه‌هایی که در آن بازی کرده‌است می‌توان به باشگاه فوتبال رئال مادرید کاستیا و باشگاه فوتبال رئال مادرید اشاره کرد.
وی همچنین در تیم ملی فوتبال Spain B بازی کرده‌است.